# Johannes Burman
Pour les articles homonymes, voir Burmann.
Johannes Burman est un botaniste néerlandais, né le 26 avril 1707 à Amsterdam et mort le 20 février 1780.

## Biographie
Johannes Burman est le neveu du philologue Pieter Burmann et fils du théologie Frans Burman (1671-1719). Son frère, Frans Burman (1708-1793), est aussi théologien. Il commence ses études à Leyde en 1722 et suit les cours d’Herman Boerhaave. Diplômé de médecine en 1728, il pratique à Amsterdem. Succédant à Frederik Ruysch, il enseigne la botanique toujours à Amsterdam. Johannes Burman est marié à Adriana von Buuren, et leur fils, Nicolaas Laurens Burman, lui succèdera à sa mort.
Carl von Linné lui rend visite en 1735, porteur d’une lettre de recommandation d’Herman Boerhaave. Burman est impressionné par le jeune homme et lui offre de s’installer chez lui, ce que Linné accepte. C’est en souvenir de cette rencontre que Linné lui dédiera plus tard le genre Burmannia et la famille des Burmanniaceae. Le fils de Johannes Burman ira étudier auprès de Linné à Uppsala.

## Liste partielle des publications

### Comme auteur
- Thesaurus zeylanicus, exhibens plantas in insula Zeylana nascentes (Amsterdam, 1737).
- Prodromus Florae Capensis (1738)[1].
- Rariorum Africanarum plantarum (Amsterdam, deux parties, 1738-1739).
- Auctuarium (1755).
- Vacendorfia (1757).
- De ferrariae charactere (1757).
- Flora malabarici (1769).

### Comme responsable de la publication
- Charles Plumier, Plantarum Americanarum […] (Amsterdam, 1755-1760).Burman fait publier cet ouvrage, qui a paru en plusieurs fascicules.
- Georg Eberhard Rumphius, Herbarium Amboinense, plurimas conplectens arbores, frutices, herbas, plantas terrestres & aquaticas, quae in Amboina, et adjacentibus reperiuntur insulis (6 tomes, Amsterdam, 1741-1750).Première édition posthume de Het Amboinsche kruid-boek de Rumphius avec traduction latine de Burman.